# Convention de Vienne sur la signalisation routière

Ratification de la Convention de Vienne sur la signalisation routière
Convention signée, mais pas ratifiée
Convention signée et ratifiée
Convention rejointe après son adoption en 1968
Pays de la SADC utilisant leur propre système
Pays utilisant le Système d'intégration centraméricain

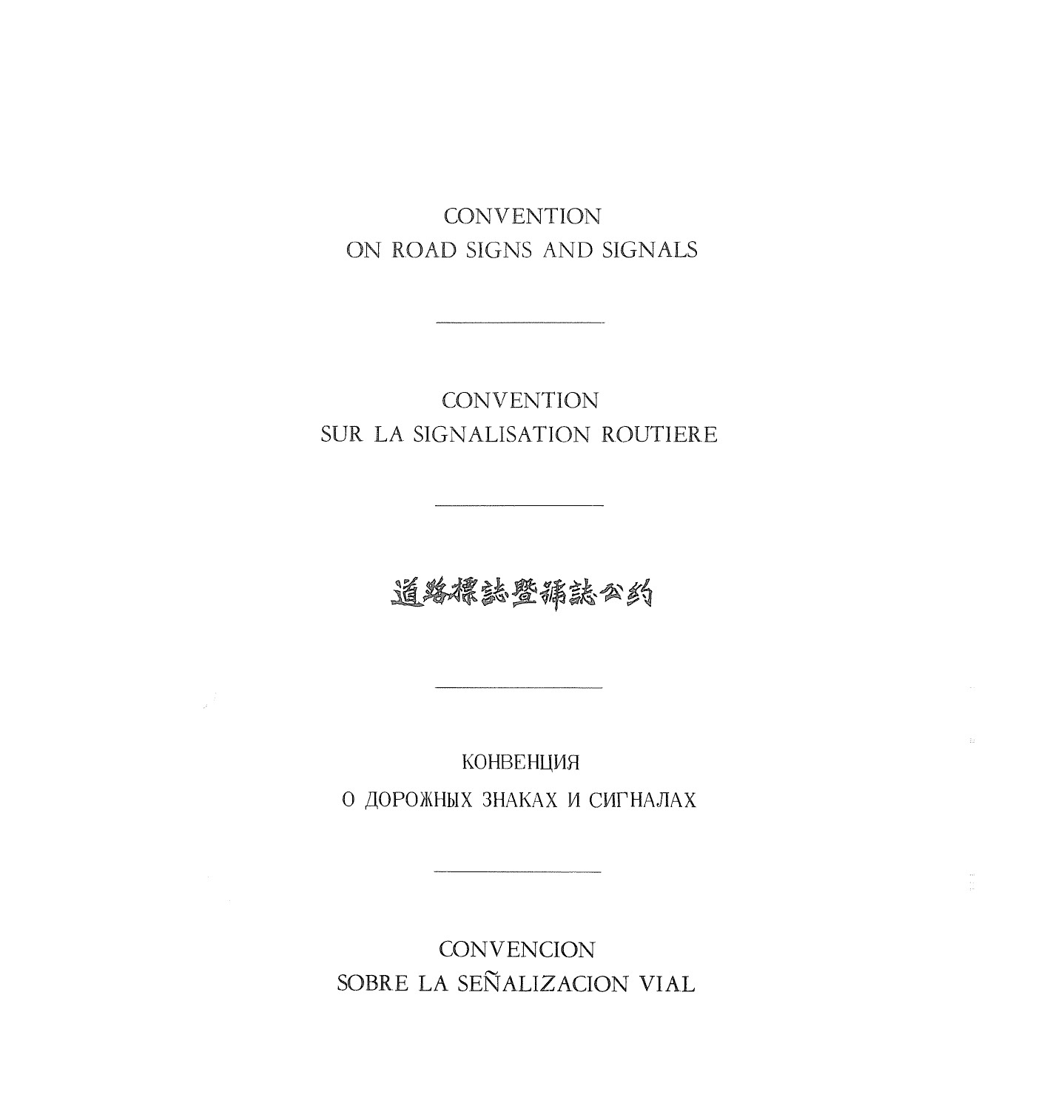
Page de titre de la Convention sur la signalisation routière

La Convention de Vienne sur la signalisation routière, adoptée le 8 novembre 1968, reconnaît que l’uniformité internationale des signaux et symboles routiers et des marques routières est nécessaire pour faciliter la circulation routière internationale et pour accroître la sécurité sur la route.
Les signataires acceptent le système de signalisation routière et de marques routières qui s’y trouve décrit et s’engagent à l’adopter le plus tôt possible.
L'application de ces principes est également recommandée pour les États qui n'en sont pas signataires par la Résolution d'ensemble sur la circulation routière.

## Les travaux de la convention
Du 7 octobre 1968 au 8 novembre 1968 s'est tenue à Vienne, en Autriche, une conférence des Nations unies concernant la circulation routière et réunissant 84 pays. Comme à Genève en 1949, les travaux de la conférence ont été divisés en quatre grands comités :
- Comité I, pour la convention sur la circulation routière,
- Comité II, pour la convention sur la signalisation,
- Comité III, pour l'annexe V à la convention sur la circulation routière qui comporte les "conditions relatives aux automobiles et aux remorques",
- Comité IV, pour les clauses finales et les dispositions diplomatiques.

Le présent article concerne spécifiquement la signalisation routière.

## Les principes adoptés par les signataires
Les engagements des pays signataires étaient a priori élevés. Ils acceptaient en effet en ratifiant la convention le système de signalisation routière et de marques routières  qui y étaient décrits et s’engageaient à l’adopter le plus tôt possible. Ainsi :
- Lorsqu'un signal, un symbole ou une marque pour signifier une prescription ou donner une information aux usagers de la route sont définis dans la convention, les signataires s’interdisent d’employer un autre signal, un autre symbole ou une autre marque pour signifier cette prescription ou donner cette information;
- Lorsqu'aucun signal, symbole ou marque n'est prévue, les signataires peuvent employer leur propre symbole.

Les signataires s'engageaient également à remplacer tous leurs signaux similaires à ceux de la convention mais ayant une signification différente dans les quatre ans après l'entrée en vigueur de la convention sur leur territoire.
Ils s'engageaient également à remplacer, dans les 15 ans à dater de l’entrée
en vigueur de la Convention sur leur territoire, tout signal, symbole,
installation ou marque non conforme au système défini.

## Les types de signaux définis par la Convention
Le système distingue trois catégories de signaux routiers :
- Les signaux d’avertissement de danger
- Les signaux de réglementation
- Les signaux d’indication

### Signaux d’avertissement de danger
Ces signaux ont pour objet d’avertir les usagers de la route de l’existence d’un danger sur la route et de leur en indiquer la nature.

### Signaux de réglementation
Ces signaux ont pour objet de notifier aux usagers de la route les obligations, limitations ou interdictions spéciales qu’ils doivent observer ; ils se subdivisent en :
- Signaux de priorité ;
- Signaux d’interdiction ;
- Signaux d’obligation ;
- Signaux de prescriptions particulières.

### Signaux d’indication
Ces signaux ont pour objet de guider les usagers de la route au cours de leurs déplacements ou de leur fournir d’autres indications pouvant leur être utiles; ils se subdivisent en :
- Signaux d’information, d’installation ou de service ;
- Signaux de direction, de jalonnement ou d’indication :
  - Signalisation avancée ou présignalisation ;
  - Signaux de direction ;
  - Signaux d’identification des routes ;
  - Signaux de localisation ;
  - Signaux de confirmation ;
  - Signaux d’indication ;
- Panneaux additionnels.

Chaque signal y est défini tant dans ses finalités et usages que dans sa représentation, puisqu'en annexe une représentation couleur est donnée.

## Les caractéristiques des signaux
Le tableau ci-après donne les caractéristiques des principaux signaux décrits dans la convention de Vienne. Il n'a pas vocation à être exhaustif.
| Type de panneau                                              | Forme                                            | Fond                              | Bord                              | Taille                                            | Symbole                                                                                              |
| Signaux d’avertissement de danger                            | Signaux d’avertissement de danger                | Signaux d’avertissement de danger | Signaux d’avertissement de danger | Signaux d’avertissement de danger                 | Signaux d’avertissement de danger                                                                    |
| ------------------------------------------------------------ | ------------------------------------------------ | --------------------------------- | --------------------------------- | ------------------------------------------------- | --- |
| Signal de danger                                             | Triangle équilatéral                             | Blanc ou jaune                    | Rouge                             | 0,9 m (normal), 0,6 m (petit)                     | Divers, noir ou bleu foncé                                                                           |
| Signal de danger                                             | Losange (carré dont une diagonale est verticale) | Jaune                             | Noir                              | 0,6 m (normal), 0,4 m (petit)                     | Divers, noir ou bleu foncé                                                                           |
| Signaux de priorité                                          |                                                  |                                   |                                   |                                                   | |
| Cédez-le-passage                                             | Triangle équilatéral inversé                     | Blanc ou jaune                    | Rouge                             | 0,9 m (normal), 0,6 m (petit)                     | Aucun                                                                                                |
| Signal d'arrêt                                               | Octogone                                         | Rouge                             | Aucun                             | 0,9 m (normal), 0,6 m (petit)                     | Stop (†) écrit en blanc                                                                              |
| Signal d'arrêt                                               | Circulaire                                       | Blanc ou jaune                    | Jaune                             | 0,9 m (normal), 0,6 m (petit)                     | Stop (†) écrit en bleu ou Noir                                                                       |
| Route prioritaire                                            | Losange                                          | Blanc                             | Noir                              | 0,5 m (normal), 0,35 m (petit)                    | Carré jaune                                                                                          |
| Fin de priorité                                              | Losange                                          | Blanc                             | Noir                              | 0,5 m (normal), 0,35 m (petit)                    | Carré jaune avec une série de traits noirs ou gris ou une ligne diagonale noire traversant le signal |
| Priorité à la circulation venant en sens inverse             | Circulaire                                       | Blanc ou Jaune                    | Rouge                             | Non spécifié                                      | la flèche indiquant le sens prioritaire est noire et celle qui indique l’autre sens est rouge.       |
| Priorité par rapport à la circulation venant en sens inverse | Rectangle                                        | bleu                              | Aucun                             | Non spécifié                                      | la flèche dirigée vers le haut est blanche, l’autre rouge.                                           |
| Signaux d'interdiction ou de restriction                     |                                                  |                                   |                                   |                                                   | |
| Interdiction d'accès                                         | Circulaire                                       | Blanc ou Jaune                    | Rouge                             | 0,6 m (normal), 0,4 m (petit)                     | Divers                                                                                               |
| Interdiction de stationnement                                | Circulaire                                       | Bleu                              | Aucun                             | 0,6 m (normal), 0,2 m (petit)                     | Divers                                                                                               |
| Fin d'interdiction                                           | Circulaire                                       | Blanc ou Jaune                    | Aucun                             | 0,6 m (normal), 0,4 m (petit)                     | Noir ou ligne diagonale grise                                                                        |
| Signaux d'obligation                                         |                                                  |                                   |                                   |                                                   | |
| Direction obligatoire                                        | Circulaire                                       | bleu                              | Aucun                             | 0,6 m (normal), 0,4 m (petit), 0,3 m (très petit) | Divers, Blanc                                                                                        |
| Direction obligatoire                                        | Circulaire                                       | Blanc                             | Rouge                             | 0,6 m (normal), 0,4 m (petit), 0,3 m (très petit) | Divers, Noir                                                                                         |
| Signaux de prescriptions particulières                       |                                                  |                                   |                                   |                                                   | |
| Tous signaux                                                 | Rectangulaire                                    | Bleu                              | Non spécifié                      | Non spécifié                                      | Divers, Blanc                                                                                        |
| Tous signaux                                                 | Rectangulaire                                    | Lumineux                          | Non spécifié                      | Non spécifié                                      | Divers, Noir                                                                                         |
| Signaux d’information, d’installation ou de service          |                                                  |                                   |                                   |                                                   | |
| Tous signaux                                                 | Non spécifié                                     | bleu ou vert                      | Non spécifié                      | Non spécifié                                      | Divers, sur rectangle blanc ou jaune                                                                 |
| Signaux de direction, de jalonnement ou d’indication         |                                                  |                                   |                                   |                                                   | |
| Signaux d'indication                                         | Rectangulaire, quelquefois avec une flèche       | Lumineux                          | Non spécifié                      | Non spécifié                                      | Divers, sombre                                                                                       |
| Signaux d'indication                                         | Rectangulaire, quelquefois avec une flèche       | Sombre                            | Non spécifié                      | Non spécifié                                      | Divers, lumineux                                                                                     |
| Autoroutes                                                   | Rectangulaire                                    | bleu ou vert                      | Non spécifié                      | Non spécifié                                      | Divers, Blanc                                                                                        |
| Temporaire                                                   | Rectangulaire                                    | Jaune ou orange                   | Non spécifié                      | Non spécifié                                      | Divers, Noir                                                                                         |
| Panneaux additionnels                                        |                                                  |                                   |                                   |                                                   | |
| Tous panneaux                                                | Non spécifié                                     | Blanc ou Jaune                    | Noir, bleu ou Rouge               | Non spécifié                                      | Divers, noir ou bleu foncé                                                                           |
| Tous panneaux                                                | Non spécifié                                     | Noir ou bleu foncé                | Blanc ou jaune                    | Non spécifié                                      | Divers, blanc ou Jaune                                                                               |

† Peut être écrit en anglais ou dans la langue de l'État intéressé.

## Les pays signataires de la convention de 1968
La liste des pays ayant adopté cette convention au 15 juin 2004 est la suivante :
| Pays                               | Date de vote      | Vote         | Entrée en vigueur |
| ---------------------------------- | ----------------- | ------------ | ----------------- |
| Albanie                            | 6 février 2004    | adhésion     | 6 février 2005    |
| Allemagne *                        | 3 août 1978       | ratification | 3 août 1979       |
| Autriche *                         | 11 août 1981      | ratification | 11 août 1982      |
| Azerbaïdjan                        | 3 juillet 2002    | adhésion     | 3 juillet 2003    |
| Biélorussie *                      | 18 juin 1974      | ratification | 6 juin 1978       |
| Belgique *                         | 16 novembre 1988  | ratification | 16 novembre 1989  |
| Bosnie-Herzégovine                 | 12 janvier 1994   | succession   | 6 mars 1992       |
| Bulgarie *                         | 28 décembre 1978  | ratification | 28 décembre 1979  |
| Chili                              | 27 décembre 1974  | ratification | 6 juin 1978       |
| République démocratique du Congo * | 25 juillet 1977   | adhésion     | 25 juillet 1978   |
| Côte d'Ivoire *                    | 24 juillet 1985   | adhésion     | 24 juillet 1986   |
| Croatie                            | 2 novembre 1993   | succession   | 8 octobre 1991    |
| Cuba *                             | 30 septembre 1977 | adhésion     | 30 septembre 1978 |
| Danemark *                         | 3 novembre 1986   | ratification | 3 novembre 1987   |
| Émirats arabes unis                |                   | adhésion     | 10 janvier 2007   |
| Estonie *                          | 24 août 1992      | adhésion     | 24 août 1993      |
| Finlande *                         | 1er avril 1985    | ratification | 1er avril 1986    |
| France *                           | 9 décembre 1971   | ratification | 6 juin 1978       |
| Géorgie *                          | 23 juillet 1993   | adhésion     | 23 juillet 1993   |
| Grèce *                            | 18 décembre 1986  | adhésion     | 18 décembre 1987  |
| Hongrie *                          | 16 mars 1976      | ratification | 6 juin 1978       |
| Inde *                             | 10 mars 1980      | adhésion     | 10 mars 1981      |
| Iran                               | 21 mai 1976       | ratification | 6 juin 1978       |
| Irak                               | 18 décembre 1988  | adhésion     | 18 décembre 1989  |
| Italie                             | 7 février 1997    | ratification | 7 février 1998    |
| Kazakhstan                         | 4 avril 1994      | adhésion     | 4 avril 1995      |
| Koweït                             | 13 mai 1980       | adhésion     | 13 mai 1981       |
| Lettonie *                         | 19 octobre 1992   | adhésion     | 19 octobre 1993   |
| Lituanie *                         | 20 novembre 1991  | adhésion     | 20 novembre 1992  |
| Luxembourg *                       | 25 novembre 1975  | ratification | 6 juin 1978       |
| Macédoine                          | 20 décembre 1999  | succession   | 17 novembre 1991  |
| Maroc *                            | 29 décembre 1982  | adhésion     | 29 décembre 1983  |
| Mongolie *                         | 19 décembre 1997  | adhésion     | 19 décembre 1998  |
| Norvège *                          | 1er avril 1985    | ratification | 1er avril 1986    |
| Ouzbékistan                        | 17 janvier 1995   | adhésion     | 17 janvier 1996   |
| Pakistan                           | 14 janvier 1980   | adhésion     | 14 janvier 1981   |
| Philippines                        | 27 décembre 1973  | ratification | 6 juin 1978       |
| Pologne *                          | 23 août 1984      | ratification | 23 août 1985      |
| République centrafricaine          | 3 février 1988    | adhésion     | 3 février 1989    |
| République tchèque                 | 2 juin 1993       | succession   | 1er janvier 1993  |
| Roumanie *                         | 9 décembre 1980   | ratification | 9 décembre 1981   |
| Russie *                           | 7 juin 1974       | ratification | 6 juin 1978       |
| Sénégal                            | 16 août 1972      | adhésion     | 21 mai 1977       |
| Suède                              |                   | ratification |                   |
| Suisse *                           |                   | ratification | 11 décembre 1992  |

Les pays dont le nom est suivi d’une astérisque ont émis certaines réserves

### Les réserves par pays
Beaucoup de pays font des réserves. Ainsi, l'Allemagne en fait plus d'une page.

#### La réserve de laFrance
La France n'émet qu'une réserve concernant l'article 10 relatif aux signaux d'intersection et de priorité. L'opposition porte en fait sur la signalisation avancée du panneau STOP. La convention prévoit de mettre en position avancée le même panneau STOP équipé d'un panonceau de distance, alors que la France souhaite conserver son triangle pointe vers le bas, avec le panonceau de distance. Ceci est d'ailleurs toujours le cas aujourd'hui.

## Référence par d'autres traités
Les pays membres du réseau routier du Mashreq arabe, dans leur Annexe III, utilisent la convention de Vienne de 1968 comme référence pour définir les panneaux routiers standards, feux de signalisation et marquages de la chaussée sur les routes du réseau international routier du Mashreq arabe.

## Révision
Le 23 mars 2016, la Commission économique pour l'Europe des Nations unies (UNECE) a adopté un projet de révision de la convention de Vienne permettant notamment la conduite autonome, il reste cependant aux États  membres de ratifier cette révision de la Convention de Vienne,

## Sources
- (fr) [PDF] Recommandations du Conseil économique et social de 1997, unece.org